# Black Rose
För albumet av The Rasmus, se Black Roses.
Black Rose var ett danskt heavy metal/hårdrocks-band med King Diamond på sång, som bildades 1979. Bandet var väldigt inspirerade av Deep Purple och det holländska bandet Golden Earring. King Diamond träffade senare Michael Denner och tillsammans med honom hoppade de på Hank Shermanns grupp Brats, som senare blev det legendariska Mercyful Fate.

## Medlemmar
- King Diamond (Kim Bendix Petersen) – sång (1979–1981)
- Jørn Bittcher – gitarr (1979–1981)
- Jez Weber – basgitarr, bakgrundssång (1979–1981)
- Ib Enemark – keyboard (1979–1981)
- Kurt Jürgens – trummor, bakgrundssång (1979–1981)

## Diskografi
- 2001 – 20 Years Ago: A Night Of Rehearsal (albumet spelades in med Black Rose, men släpptes som ett King Diamond-album 20 år efter inspelningen).